# Quantitative Gemischregulierung
Bei der Quantitativen Gemischregulierung (oder Quantitätsregelung) wird die Leistung einer Verbrennungskraftmaschine vorrangig durch die Menge (Quantität) des zugeführten Gemisches verändert.
Im Gegensatz zur qualitativen Gemischregulierung ändert sich das Mischungsverhältnis von Luft und Kraftstoff (Verbrennungsluftverhältnis oder Luftzahl λ) weniger stark.

## Quantitative Gemischregulierung bei Kolbenmotoren

Schema einer Drosselklappe

Beim klassischen Ottomotor mit äußerer Gemischbildung (Vergasermotor) erfolgt die Quantitätsregelung, indem über die Stellung der Drosselklappe der Liefergrad gesteuert wird (Ansaugdrosselung bzw. Gemischdrosselung).
Moderne Ottomotoren und Dieselmotoren mit Direkteinspritzung (innere Gemischbildung) verwenden stattdessen zunehmend eine variable Steuerzeit der Einlassventile, um die erheblichen Strömungsverluste an der Drosselklappe zu vermeiden. (Eine Drosselklappe wird nur bei Fahrzeugmotoren meist zusätzlich eingebaut, um für die Funktion der Motorbremse zu schließen, wenn man den Fuß vom Gas nimmt.)

## Quantitative Gemischregulierung bei Gasturbinen
Bei kontinuierlich arbeitenden Gasturbinen wird der Durchsatz und damit die Leistung bestimmende Quantität von Luft und Gemisch über deren Drehzahl beeinflusst. Üblicher ist hier jedoch die qualitative Gemischregulierung.